# Vicariat apostolique de Loango
 (octobre 2024).
 (mars 2024).
Le vicariat apostolique de Loango (latin : Vicariatus apostolicus de Loango) est un territoire de mission de l'Église catholique en Afrique centrale, créé par Léon XIII le 25 août 1883, d'abord sous le nom de vicariat apostolique du Congo français, par division du diocèse de San Salvador (Mbanza-Kongo) et du vicariat apostolique des Deux-Guinées. Divisé, sous le nom de Bas-Congo français, le 14 octobre 1890, il prend le nom de vicariat apostolique de Loango le 22 avril 1907, puis de vicariat apostolique de Pointe-Noire le 20 janvier 1949 et devient diocèse de Pointe-Noire le 14 septembre 1955.

## Histoire

### Zone de commerce libre

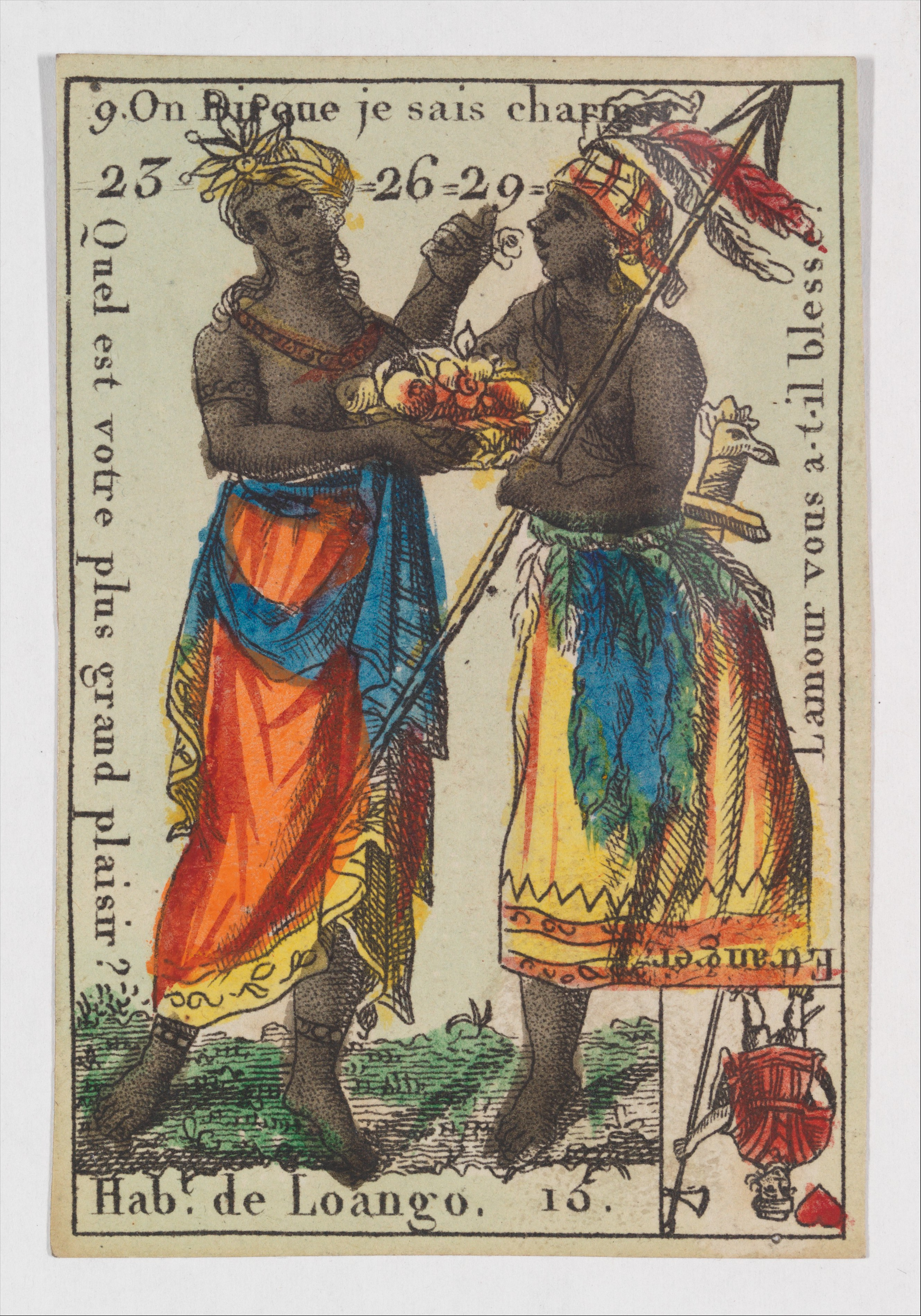
Habitant de Loango provenant d'un jeu de cartes (1700 - 1799).

Avant 1660, les Européens fréquentaient la côte de Loango pour s'approvisionner en étoffes, ivoire, bois rares (okoumé, padouk) et queues d'éléphants.
Les Portugais ont établi les premiers contacts à la fin du XVe siècle. Leur but premier était d'acheter les produits cités ci-dessus à Luanda en échange d'esclaves. Ils arrivent dans la baie de Loango en 1535. Les Hollandais les rejoignent en 1593 et y commercent jusqu'en 1670.

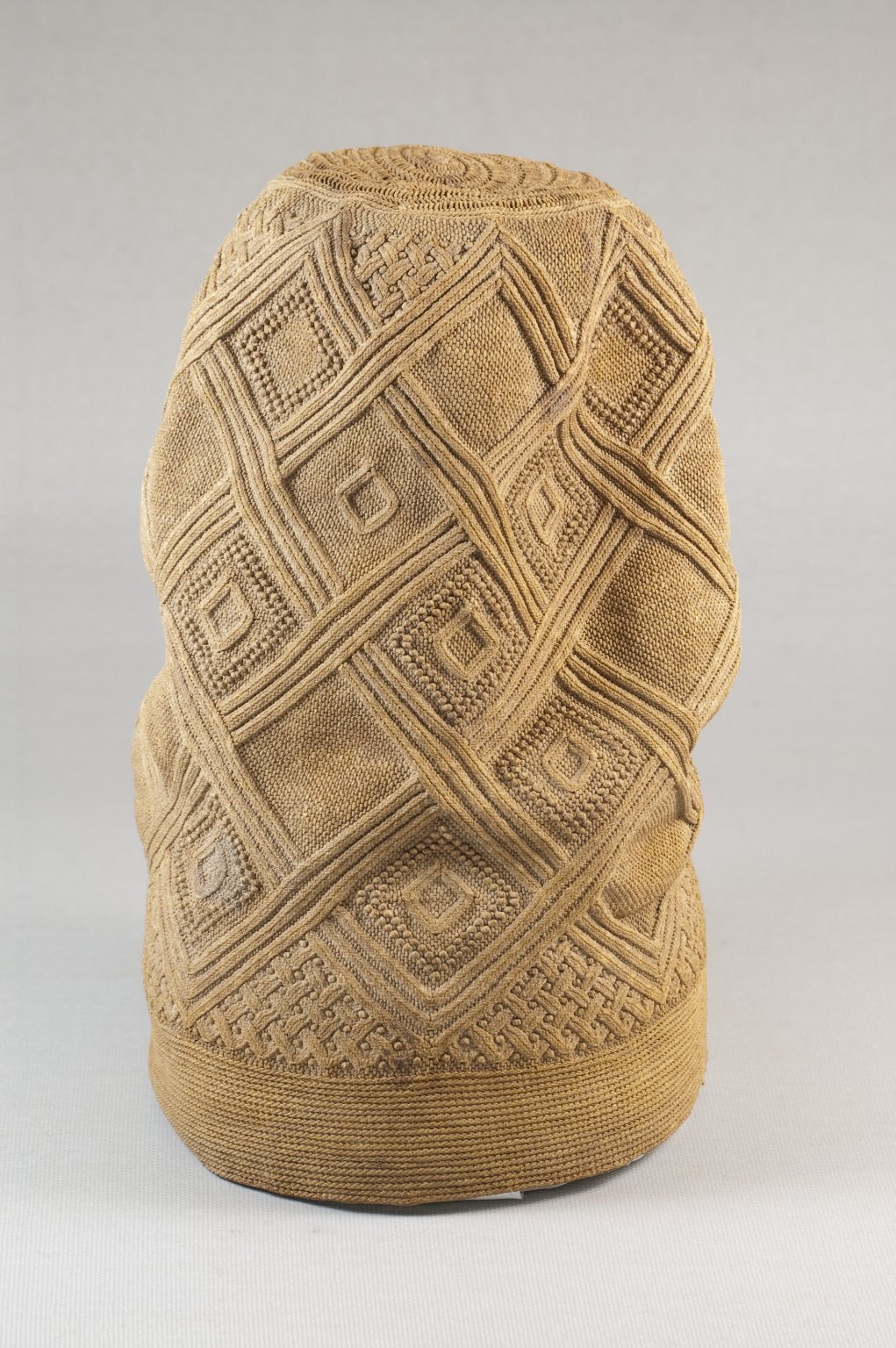
Brooklyn Museum - Mpu, Chapeau de chef

Les étoffes ont particulièrement joué un rôle essentiel dans le quotidien des habitants des royaumes du Kongo et du Loango. En plus de leurs rôles dans l'ameublement et l'habillement, les étoffes étaient utilisées lors des cérémonies d'intronisation, d'initiation et d'inhumation mais également comme monnaie d'échange. La qualité supérieure du textile produit à Loango rendait le produit deux fois plus cher que celui fabriqué à Luanda ; peut-être également grâce au talent des commerçants Vili.
Les étoffes tissées à base de fibres de raphia et de papyrus qui faisaient la renommée des habitants de Loango ont servi de monnaie d'échange, non seulement au Loango, mais aussi dans les états voisins de Ngoyo, Kakongo et de l'Angola pendant plusieurs siècles. Ces étoffes étaient également exportées vers le Portugal.

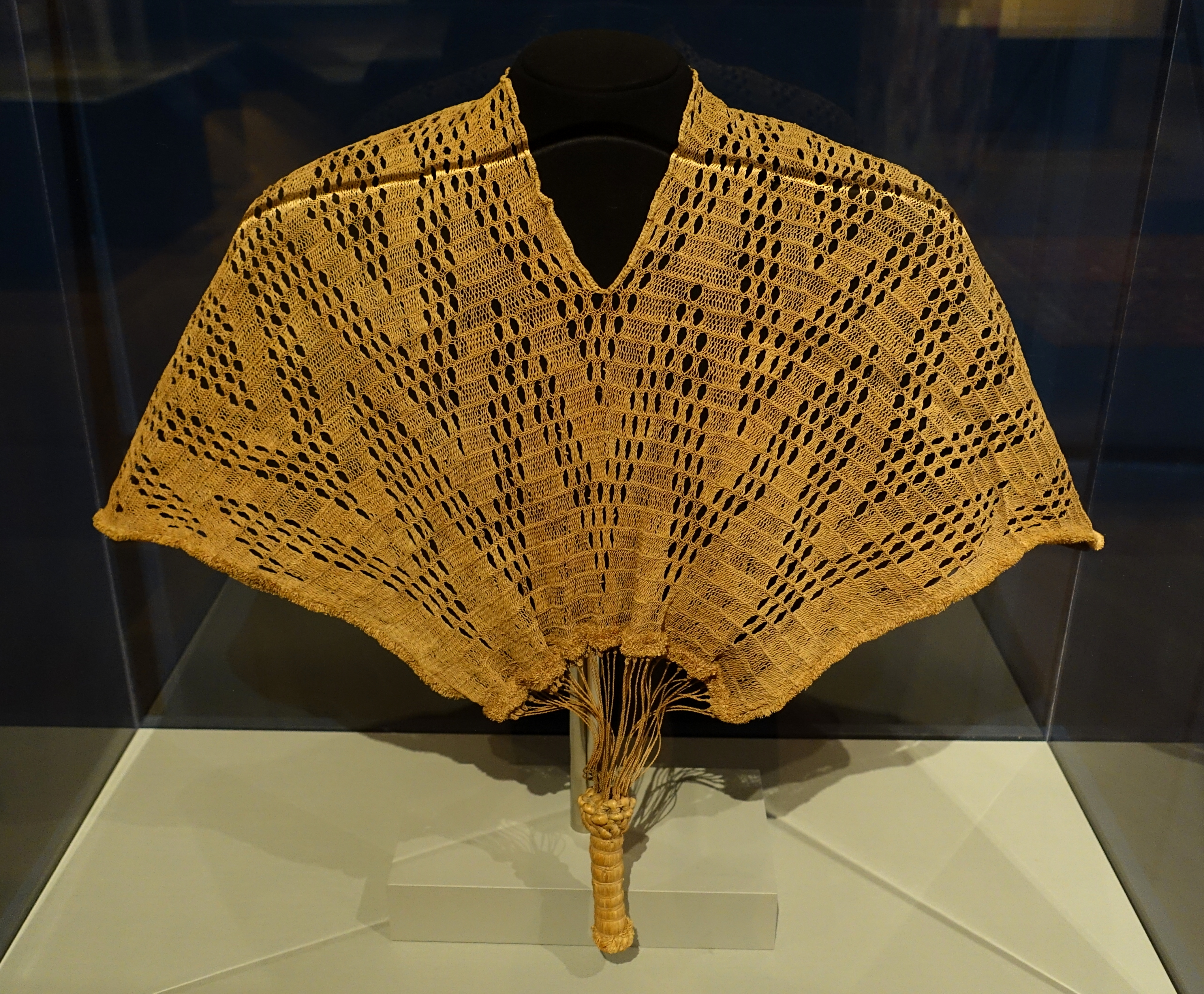
Kinzembe ou Zamba kya Mfumu - Manteau d'épaule (Textile Museum (Washington, D.C.))

Un des importants points d'accès pour les commerçants étrangers du XVIIe siècle était le port commercial de la baie de Loango, situé à environ 10 km de Bwali, la capitale du Royaume de Loango. Ils étaient ensuite escortés à Bwali dans l'espoir de se voir accorder une audience avec le Maloango, ou de rencontrer des fonctionnaires royaux (Mafouk) afin de négocier les termes de l'échange,.
C'est le royaume de Loango qui fixe les règles dans ses échanges avec les marchands Français, Anglais ou Hollandais, en faisant jouer la concurrence entre eux. Les commerçants de Loango préféraient les produits manufacturés de ces derniers comparativement à ceux des Portugais, car ils les trouvaient de meilleure qualité et moins chers.
Ces échanges reposaient initialement sur des articles de grande valeur (ivoire, bois précieux, cuivre) contre des vêtements, des armes et des objets manufacturés occidentaux.
En parallèle, le royaume de Loango entretient des échanges commerciaux avec ses voisins de l'intérieur. Les voies d'accès constituant ce réseau sont au nord la route vers Mayumba, le Pool Malebo vers l'est et vers Luanda au sud, en passant par les royaumes de Ngoyo et Kakongo. Ce sont les fameuses routes des caravanes.
À partir de 1650, l'influence des étoffes en raphia va diminuer au profit des étoffes importées d'Europe et des Antilles. Les négociants hollandais, nouveaux venus sur le côte de Loango, peu intéressés par le raphia, préféraient échanger des esclaves, de l'ivoire ou du cuivre en contrepartie d'étoffes et de vêtements occidentaux. Ces derniers ont été rapidement adoptés par les notables de Loango, en plus des attributs habituels tels que les peaux de léopard ou autres parures royales.
Entre 1660 et 1867, le commerce extérieur des marchandises est définitivement remplacé par celui des hommes. Toutefois, la demande croissante de bois d'ébène pour alimenter le nouveau continent américain, va changer la donne. En effet, plus de 15 000 esclaves par an ont transité par les côtes de Loango pour alimenter le commerce triangulaire.
1670 est considérée par Phyllis Martin comme une année charnière sur le plan économique et politique. Les Portugais et les Hollandais sont rejoints par les Anglais et les Français sur ce théâtre commercial. De plus, après 100 ans d'hégémonie sur le commerce extérieur de la région, le Kakongo et le Ngoyo deviennent de sérieux concurrents.
Lorsque ses intérêts se trouvent menacés, notamment par les Portugais, le royaume n'hésite pas à rappeler qu'il est maître sur son territoire et qu'il commerce avec qui bon lui semble. Enfreindre les règles locales, c'était prendre le risque de représailles pour le contrevenant (mort, ou retard dans l'approvisionnement des bateaux en marchandises...).
À son apogée, entre le XVIe siècle et XVIIe siècle, le Maloango, souverain d'un état structuré et centralisé, était en mesure d'imposer ses conditions aux commerçants européens, en faisant jouer la concurrence, principalement entre Portugais et Hollandais.

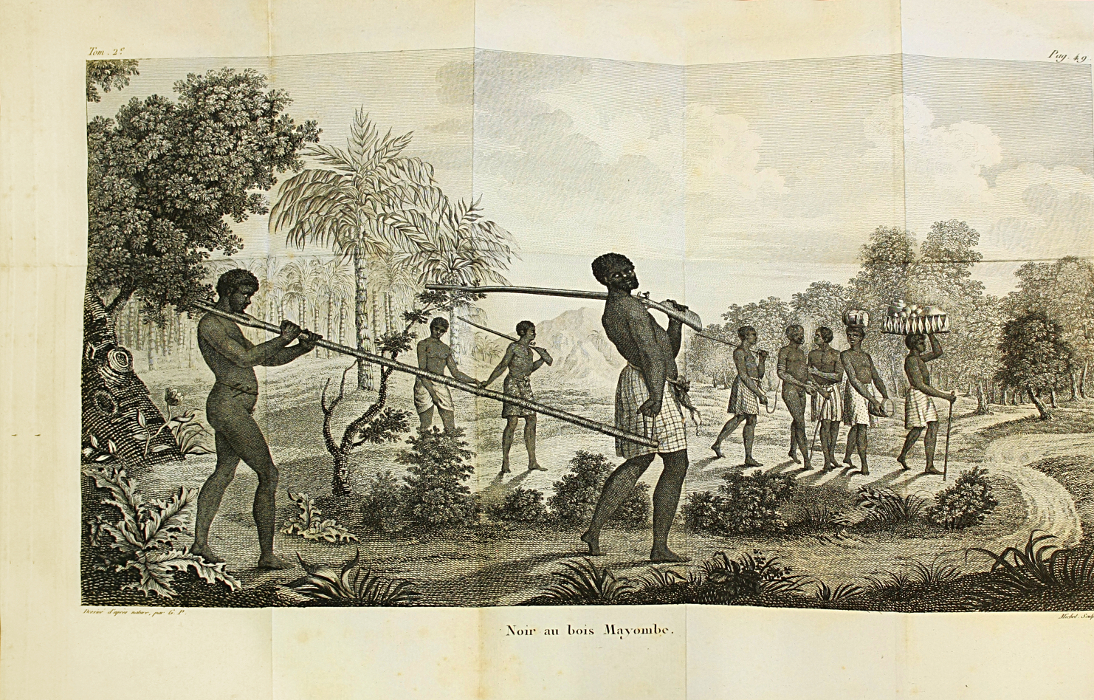
Captif maintenu par un carcan en bois mayombe.

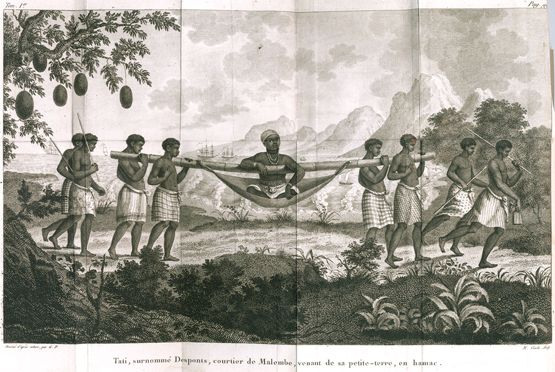
Le courtier Tati surnommé Desponts transporté en tipoye (hamac) par ses employés

Les négociants Vili, en tant qu'intermédiaires incontournables entre les commerçants de l'hinterland (Yombé, Balumbu, Varama, Punu, Kugni, Dondo, Sundi, Kamba...) et les capitaines des navires européens qui mouillaient au large, ainsi que les Mafouks ou Mafouka (courtiers notables) par la perception des taxes et des droits d'accès sur les hommes et les marchandises, se sont énormément enrichis. Selon le négrier Louis Ohier De Granpré, ces courtiers Vili de la côte sont soit des seigneurs engendrés, ou des chefs des 27 clans primordiaux de Diosso ou des contrées avoisinantes.
Durant cette même période de 1660 à 1867, pendant laquelle les mécanismes de ce commerce au long cours ont été établis, 475 000 esclaves au moins ont intégré les flux du commerce triangulaire, à partir des ports de la côte de Loango (la baie de Loango, Malemba et la baie de Cabinda).
1,3 million de captifs supplémentaires ayant quitté ces mêmes ports ont été enregistrés entre 1811 et 1867 à bord de navires portugais, brésiliens et américains. Ce qui fait de la côte de Loango, une des cinq zones africaines les plus importantes du commerce triangulaire.
Le tableau ci-dessous récapitule les différents points d'embarquement des esclaves sur les côtes africaines, ainsi qu'une estimation du nombre d'esclaves correspondant,.
| Rang | Zone d'embarquement                                       | Nombre de captifs (en millions) | Pourcentage de captifs |
| ---- | --------------------------------------------------------- | ------------------------------- | ---------------------- |
| 1    | Côte de Loango & Côte d'Angola                            | 5 694 574                       | 45,48                  |
| 2    | Golfe du Bénin                                            | 1 999 060                       | 15,97                  |
| 3    | Golfe du Biafra (et ïles avoisinantes du Golfe de Guinée) | 1 594 560                       | 12,73                  |
| 4    | Côte de l'Or                                              | 1 209 321                       | 9,66                   |
| 5    | Sénégambie et îles avoisinantes                           | 755 713                         | 6,04                   |
| 6    | Côte orientale et îles de l'océan indien                  | 542 668                         | 4,33                   |
| 7    | Sierra Leone                                              | 388 771                         | 3,10                   |
| 8    | Côte sous le vent (actuel Côte d'Ivoire)                  | 336 868                         | 2,69                   |
| -    | Total                                                     | 12 521 300                      | 100,00                 |

En cette fin du XIXe siècle, la désorganisation politique, spirituelle et socio-économique du royaume de Loango est à son summum, après 400 ans de traite négrière féroce. Une nouvelle classe de riches notables, s'affranchissant de la tutelle du pouvoir central, voit le jour. Ce faisant, l'autorité du Maloango va s'estomper au profit de ces potentats locaux. Un état d'anarchie est causé par la lutte de pouvoir entre les mafouks et les factoreries installées sur la côte. C'en était fini de la splendeur du Royaume Loango qui avait perdu de toute sa superbe.

### Premières tentatives infructueuses

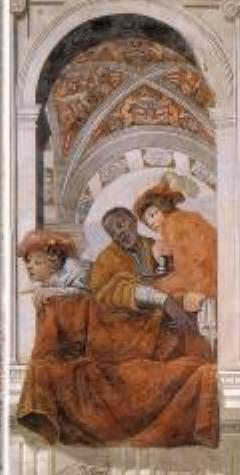
Peinture d'Emmanuel Ne Vunda, Sala dei Corazzieri, Palais du Quirinal, Rome, 1615-1616.

Alors que très tôt dès 1490, à l'image d'Emmanuel Ne Vunda, ambassadeur du Kongo au Vatican, le puissant royaume du Kongo avait opté pour la religion catholique et les mœurs portugaises, les premières tentatives d'évangélisation de l'Église catholique au Loango interviennent au XVIIe siècle.
En 1663, sous l'impulsion des pères capucins de la Sacrée Congrégation de la Propagande, Bernadin de Hongrie et Léonardo de Nardo, la Préfecture apostolique de Loango est détachée de celle du Congo voisin. Le nouveau préfet apostolique instruit et baptise le roi et la reine de Loango en huit jours. Le roi prend alors le nom de Don Alphonse. Le prince héritier et trois cents personnes de la maison royale, ainsi que plus de deux mille sujets sont baptisés.
Le 18 juin 1664, la mort précoce du père Bernardin donne le signal d'une insurrection menée par un cousin du roi. Le roi est massacré. Le soulèvement est maté par le prince héritier.
Dès 1670, la préfecture de Loango est de nouveau rattachée à l'unique Préfecture du Congo.
Un siècle plus tard, le père Pierre Belgarde et ses deux compagnons, MM. Sibire et Astelet de Ciais, débarquent à Loango le 10 septembre 1766. Sous les auspices du Pape Clément XIII, le rétablissement de la préfecture du Loango est effectif. Mais une épidémie va décimer la douzaine de missionnaires européens, de sorte qu'avant la fin de l'année 1776, il ne restait plus aucun missionnaire sur cette côte de Loango. Pour la seconde fois, la préfecture apostolique de Loango, notamment auprès des deux tentatives infructueuses des contrées Tchibota et de Loubou, cessait d'exister.

### Congrégation du Saint-Esprit

#### Lândana

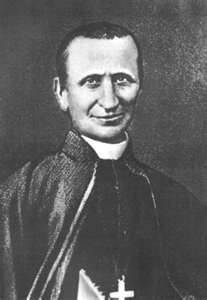
Mgr Jean-Rémy Bessieux

En fin janvier 1872, le Père Carrie, en provenance du Gabon (Mayumba), remet à son supérieur hiérarchique Mgr Jean-Rémi Bessieux, premier évêque de Libreville, un rapport sur le principe de la reprise des missions d'Afrique par les Pères du Saint-Esprit. Ce constat est confirmé par les commerçants de la côte, les commandants des navires, les chefs autoctones, qui tous lui conseillent de s'implanter à Lândana, sur la côte de l'enclave du Cabinda au nord de l'embouchure du fleuve Congo.

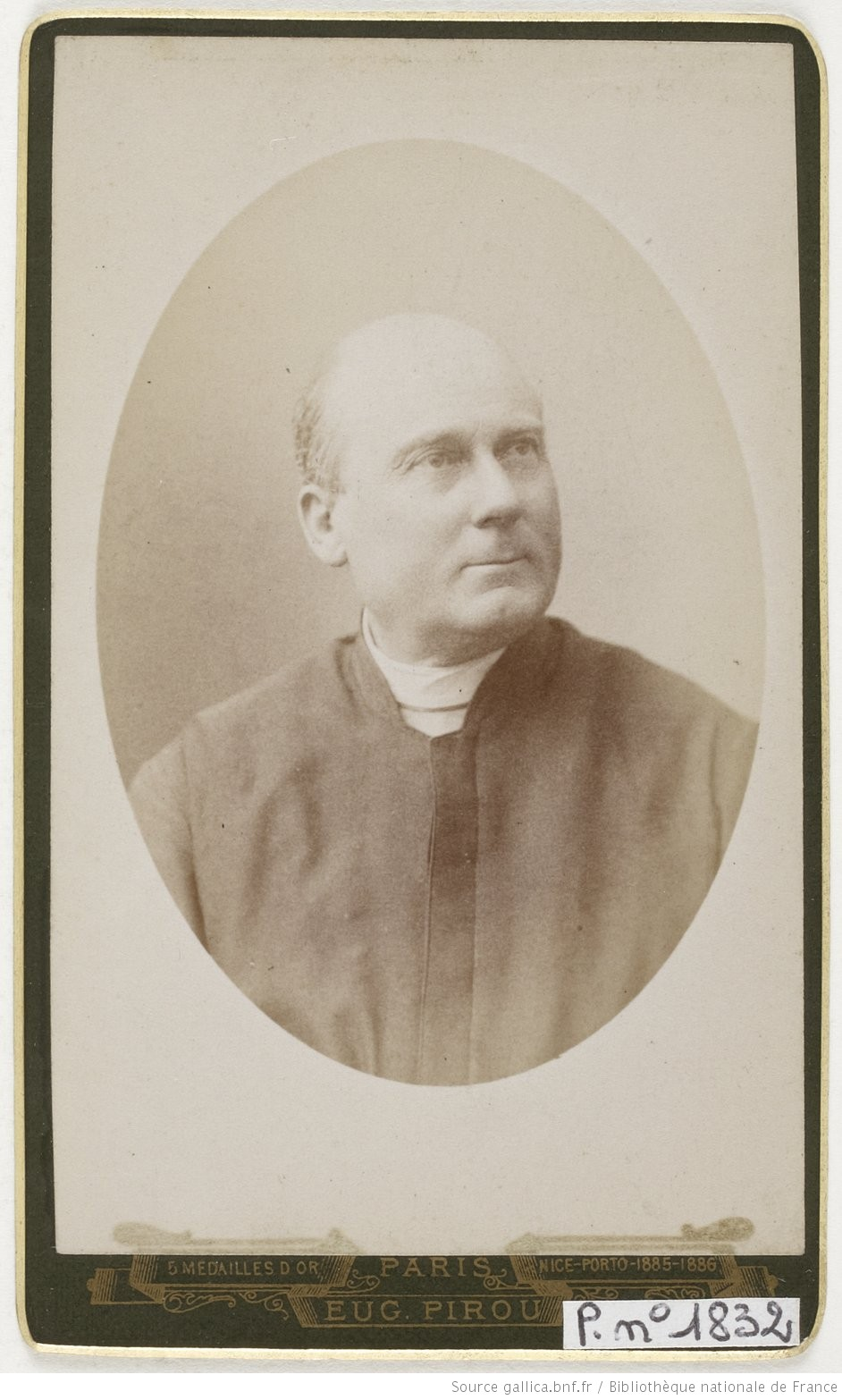
Charles Victor Aubert Duparquet par Eugène Pirou

Le Très Révérend Père Schindenhammer convoque le Père Charles Duparquet pour reformer la Préfecture du Congo, avec le titre de vice-préfet apostolique, et de vicaire général de Mgr Bessieux qui estime avoir juridiction sur Loango, et même sur tout le territoire qui ne dépend pas de l'évêque de Loanda.
Embarqué à Liverpool sur le Soudan en compagnie du Frère Fortunat, le Père Duparquet jette l'ancre devant Libreville et prend à son bord le Père Carrie, le 4 septembre 1873. Le 9 septembre, le Père Carrie et le Frère Fortunat débarquent à Lândana, reçus par M. de Rouvre, agent de la factorerie française de la maison Daumas. Ils y sont rejoints deux jours plus tard par le Père Duparquet, qui, descendu à Ponta-Negra avec une partie du chargement, a gagné Lândana à pied en longeant la côte.
Le 19 septembre, les spiritains acquièrent deux propriétés. L'une pour loger les futures religieuses responsables des femmes africaines, et l'autre réservée pour leur usage et à un internat d'enfants : petits esclaves rachetés [comme l'Abbé Charles-Célestin Maondé (approximativement 1865-1907)], mulâtres nombreux dans la région (Abbé Louis de Gourlet), enfants d'hommes libres et de chefs qui leur seront confiés. Les religieux assurent aux enfants, le logement, l'habillement, la nourriture et l'instruction ; mais pour diminuer leurs dépenses, il leur faut une plantation qu'ils cultiveront. Le Mambouk Peça Matenda précise que le travail de la terre est l'apanage d'enfants d'esclaves ; les enfants libres chassent, pêchent, cueillent les noix de palme, font le commerce. Seules les femmes cultivent la terre.
En ce début d'année 1874, s'abat sur la région de Lândana, plusieurs calamités. D'abord, une sécheresse et une famine sans précédent, accompagnées d'une épidémie de petite vérole.
Importées récemment d'Amérique dans un navire lesté de sacs de sable déchargés à Banana, les chiques font pour la première fois, leur apparition sur la côte. Favorisées par la prolongation de la saison sèche, ces bestioles essaiment dans les villages.et provoquent aux orteils ou elles aiment se loger, des démangeaisons et des plaies d'autant plus dangereuses et difficiles à prévenir et à soigner, que ces petits parasites sont invisibles à un œil non averti.
Les sorciers, les notables et toute la population se révoltent contre l'autorité de Peça et exigent le départ immédiat des missionnaires, qu'ils considèrent responsables de tous ces fléaux. N'ayant pas répondu à la menace du chef Peça parvenue le 2 novembre 1874, la mission continue à prospérer.
À la suite d'un nouveau soulèvement mené par Peça Matenda à Lândana, le 3 août 1876, l'amiral Amédée Louis Ribourt appareille, devant Lândana, à bord de la frégate Vénus que commande le capitaine de vaisseau Conrad, précédé de quelques jours par l'aviso à hélice Le Diamant. Le gouverneur général d'Angola, s'imaginant vivre encore du temps du prince Henri le Navigateur, et pouvoir disposer de l'Afrique comme bon lui semble, fixe alors au 21 mars 1877 l'annexion par le Portugal de la côte sud du fleuve Congo et des royaumes du Ngoyo et du Kakongo. Peut-être voyait-il dans l'intervention de l'amiral, les débuts d'une occupation française du Kakongo ? L'Angleterre n'acceptant pas cette annexion par le Portugal a immédiatement envoyé un de ses navires de guerre. Pour autant, les frontières très théoriques du Congo portugais remontent jusqu'à la rive sud du fleuve Congo, peut-être même jusqu'à Malembe. Elles n'atteignent certainement pas Lândana. Et que de toute façon, les frontières réelles ne dépassent pas Ambriz.
Chassés à Soyo, plutôt que de se dépenser en efforts et en argent, pour fonder de nouvelles missions comme celles de Saint-Antoine, et de se réveiller un jour portugais, les spiritains prévoient une fondation dans le royaume du Loango.

### Conférence de Berlin
La conférence de Berlin, en 1885, partagea l'ancien royaume de Kongo entre la France, la Belgique et le Portugal. La partie française fut érigée en vicariat apostolique sous le nom de Vicariat Apostolique du Congo français, par décret de la S. C. de la Propagande en date du 21 mai 1886.
En effet, le vicariat apostolique de Loango, territoire de mission de l’Église catholique en Afrique centrale, a été créé par le Pape Léon XIII, le 25 août 1883, d’abord sous le nom de vicariat apostolique du Congo-français, par division du diocèse de San Salvador (Mbanza-Kongo) et du vicariat apostolique des Deux-Guinées.
Les prérogatives du Maloango par exemple, ont été ignorées et une partie de son Royaume a été ajoutée au Portugal, tout comme une partie du royaume de Kakongo a été donnée à l'État indépendant du Congo. Par ailleurs, la France, est trop occupée à développer ses nouvelles possessions de l'Oubangui-Chari et de la Sangha en direction du Nil et du lac Tchad, plutôt que de consacrer une attention sérieuse à cette partie de leur riche colonie, de sorte que le Loango et les provinces du Bas-Kongo, parties septentrionales de leurs énormes possessions, ont été négligées.

#### Loango
Les Pères Carrie et Schmitt débarquent du Tornado à Ponta-Negra, après six heures de navigation le 12 août 1877. Ils sont accueillis par les gérants des comptoirs français (M. Béraud), hollandais, portugais (M. Agnello), espagnols et anglais. Apprenant le but de leur mission, André Loemba (notable baptisé et élevé à Loanda par les missions portugaises, parlant portugais, anglais et français) et M. Béraud conseillent aux spiritains de s'installer sur le site de Loango. Là, Piter Gimbel, lettré, chef d'un village proche de la baie, qu'il a baptisé Martinique en souvenir d'un long séjour qu'il a fait dans cette île des Antilles, introduit les Nganga Nzambi ya Mpungu (prêtres du Dieu souverain) auprès du Mâ Loango.
Pour gagner Bwali, la capitale du royaume, il faut tourner le dos à la baie de Loango et aux comptoirs européens, atteindre tout d'abord le sommet d'une falaise, et le rebord d'un vaste plateau fertile, boisé et peuplé d'importants villages qu'énumère Gimbel : Kienkie, Vista, Diosso, Bwali et ses deux hameaux Mamboma Nzambi et Tangu Mbata. Le groupe passe devant les gorges de Diosso qui émerveillent le Père Carrie. Des femmes y descendent au moyen d'escaliers taillés dans la roche abrupte, pour ravitailler Diosso en eau potable. Sur le chemin, une visite est faite auprès du premier ministre, le Mankaka, Mamboma Bitoumbou, appelé aussi Capitaine Mor, parlant les langues européennes, général de brigade, commandant de l'armée du Loango, en temps de guerre.
En 1875, à la mort du roi, l'actuel Mâ Loango, Nganga Mvoumba Makosso Tchinkusu, bien que Ntekulu, fils d'une des sœurs du roi défunt, n'était pas l'héritier le plus direct. Énergique et adulé par les habitants de Bwali, il s'empare du pouvoir par la force, aidé de quelques partisans. Tchikusu ou Tchinkosso signifie truand. Cette usurpation brutale n'est pas du goût des notables qui l'écartent, et le premier neveu est sacré roi. Mais ce dernier déplait rapidement à son entourage, et Makosso est rappelé au début de cette année. II n'est pas encore couronné. Ce qui lui vaudrait, s'il arrivait à mourir subitement, d'être enterré à Loubou et non dans la sépulture royale de Loandjili.
Le roi reçoit ses hôtes dans la case à palabres (mwandza). Des fétiches, un banc pour les visiteurs, un fauteuil pour le roi, et des nattes posées sur le sol, meublent la case. Le roi suivi de sa cour et de son vieux frère portant précieusement un fétiche dans ses mains, fait son apparition. Bel homme d'une quarantaine d'années, le roi porte, le bonnet princier (mpu) en fils d'ananas. Un grand manteau d'un beau drap noir est jeté sur son pagne blanc bordé de rouge, lui-même serré dans une peau de panthère. L'inscription : « Mani Makosso », est tissée sur son bonnet. De gros anneaux d'argent enserrent ses chevilles. II n'a pas jugé nécessaire de suspendre des grelots à sa peau de panthère, ni de se peindre le corps d'une mixture protectrice.
Le roi et sa cour écoutent avec attention les projets du père Carrie. Le roi répond : « Quand vous viendrez chez moi, repond le roi, je vous cèderai un grand terrain. Vous construirez votre habitation ou vous voudrez, et vous instruirez des enfants et mon peuple. Deux de mes neveux et deux de mes fils vous suivront à Lândana »[réf. nécessaire].
Le 11 janvier 1878, alors que son supérieur, le père Charles Duparquet va fonder la nouvelle mission dans la Cimbébasie, le révérend père Carrie le remplace à la tête de la Préfecture apostolique du Congo, avec Lândana comme centre important de la mission.

## Fondation de la mission catholique de Loango

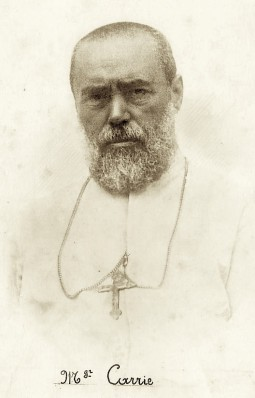
Monseigneur Carrie, Loango, Congo.

Plusieurs raisons poussent les missionnaires à fonder la mission de Loango. D'abord, le Mä Loango et ses administrés qui demandaient, depuis 1876, aux missionnaires de s'établir chez eux. Ensuite, Savorgnan. de Brazza considérait Loango comme le point de départ de ses explorations vers le haut Congo. En effet, les navires français y trouvaient un excellent mouillage et une rade toujours tranquille.
En octobre 1882, le Père Hyppolitte Carrie se rend à Loango et fait l'acquisition d'un vaste terrain d'une centaine d'hectares.
Le contrat signé le 11 octobre 1882 avec les chefs du pays stipule : « Sa majesté Manimacosso Chicoussou et les chefs susdits cèdent en toute propriété au dit R.P. Carrie qui accepte, un terrain de la contenance de 100 hectares environ, situé au Loango et limité comme il suit : au nord, par la baie de Loango ; à l'est, par la vallée Loubenda qui, dans son entier fait partie de la propriété cédée à la mission catholique ; à l'ouest, par la petite rivière Matali ; au sud par des limites posées d'un commun accord par les parties contractantes. Cette cession de terrain est faite au R.P. Carrie moyennant la somme de 50 pièces ou cortades et un baril de tafia (rhum industriel) de 25 gallons, somme qui sera payée une fois pour toutes. En outre, la mission payera annuellement, à titre d'impôt : 1° ) au roi, deux gallons de tafia par mois ; 2° ) au Mamboma de Loubou, un gallon de tafia par mois. À ces conditions, la mission sera libre de toute autre redevance ou coutumes, de toutes visites onéreuses de la part des chefs du pays, et sera protégée et défendue dans ses droits de propriété par lesdits chefs, toutes les fois que besoin en sera »[réf. nécessaire].
Les signataires sont, d'une part :
- sa majesté Manimacosso, roi de Loango
- Pedro Gimbel Pangou, fils du roi et chef du village Martinique
- Mamboma Bitoumbou, capitaine mor
- Mamboma Mavinga de Loubou

et de l'autre : Révérend père Hippolyte Carrie, supérieur de la mission de Lãndana et vice-préfet apostolique du Congo.

## Les athlètes de Dieu
Les ministres de Dieu ont à leur disposition un territoire immense, voire incommensurable pour porter la Bonne Nouvelle. Dominique Ngoïe-Ngalla parle même d'athlètes de Dieu.
Le missionnaire (vicaire apostolique, pères, frères...) parcourt à pied de quinze à vingt kilomètres par jour pour faire la tournée des villages, distants de cinquante à cent kilomètres de la station de résidence des missionnaires. Cette tournée pouvait durer jusqu'à un mois, voire davantage. Voici ci-après la vie de quelques uns des acteurs de ce sacerdoce.

### MgrHypolitte Carrie (1842-1904) le pionnier

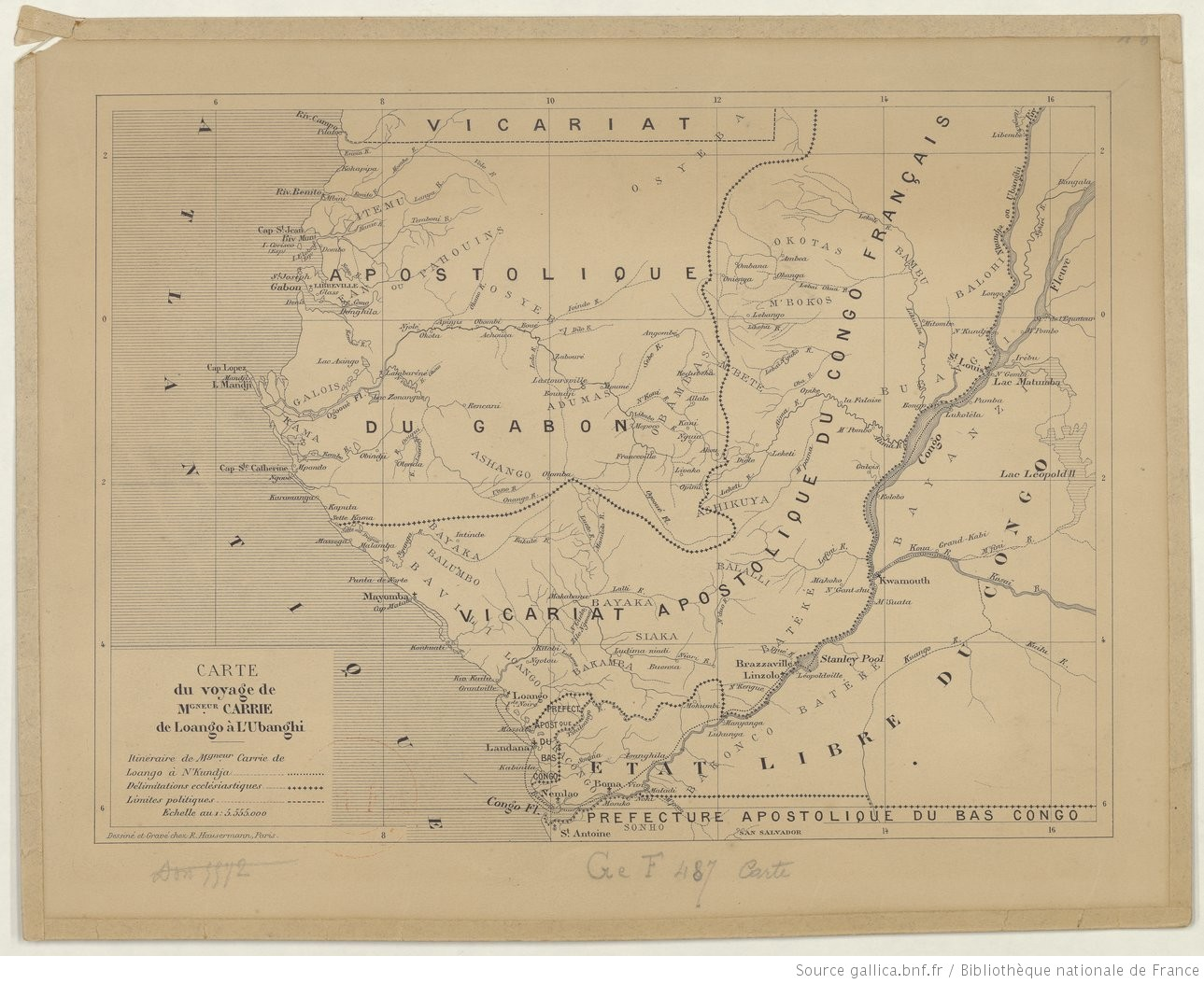
Carte du voyage de Mgr Carrie de Loango à l'Ubanghi

Le 25 août 1883, le père Carrie en compagnie du frère Vivien Kehren,commence les travaux d'installation avec des matériaux pour la plupart ramenés de Lândana. Avec les pères Emmanuel Giron et Antoine Levadoux,ils forment la première communanuté du Sacré-Cœur de Loango.
À la suite du passage à Lândana, en 1880, de Pierre Savorgnan de Brazza de retour de son expédition au Stanley-Pool, le Père Carrie envoie le Père Prosper Augouard fonder la mission catholique de Linzolo, en septembre 1883.
Le vicariat apostolique du Congo Français est créé le 23 mai 1886 par le Saint-Siège, par division du diocèse de San Salvador (Mbanza-Kongo) et du vicariat apostolique des ‘‘deux Guinées’’. avec pour siège Loango. Lândana restant le chef-lieu (plus tard transféré à Boma) de la préfecture apostolique du Bas-Congo. C'est le père Carrie qui en a la charge. Il reçoit la consécration épiscopale le 24 octobre de la même année dans la chapelle de la maison mère de la congrégation du Saint-Esprit, à Paris, des mains du futur cardinal François Richard de La Vergne, archevêque de Paris, assisté de Mgr de Briey, évêque de Meaux et de Mgr Duboin, ancien vicaire apostolique de Sénégambie,. Il est de retour à Loango en décembre, en compagnie de six pères et cinq soeurs de Saint-Joseph de Cluny. Le siège du vicariat et une partie du séminaire sont transférés de Lândana à Loango en janvier 1887.
Mais le vicaire apostolique est souvent absent de Loango du fait de ses nombreuses visites pour l'animation de son immense territoire qui s'étend jusqu'au-délà de l'Oubangui.
En 1890, Rome décide de diviser le vicariat apostolique du Congo français en créant le vicariat apostolique du Haut-Congo et de l'Oubangui, confié à Mgr Philippe Augouard, avec Brazzaville comme cité épiscopale.
Les missions de Mayumba et de Sette Cama sont créés sur la côte. En 1896, le petit séminaire de Loango est provisoirement supprimé. Les élèves subissant l'influence du milieu, attirés par l'appât du gain, quittaient le séminaire pour le commerce ou l'industrie. Le 1er septembre 1897, le petit séminaire est installé à Mayoumba. Il ouvre avec 18 élèves.
Mgr Carrie rentre en France pour se faire soigner. De retour à Loango, il meurt sous d'atroces douleurs le 13 octobre 1904 à l'âge de 62 ans, après dix-huit années d'épiscopat.

### Abbé Charles Maondé (approximativement 1865-1907)
Le 17 décembre 1892, Mgr Carrie ordonne les deux premiers prêtres congolais de son vicariat, les Abbés Charles-Célestin Maondé et Louis de Gourlet.
Après son sacerdoce, l'abbé Maondé CSSp. fut attaché à la résidence de Loango comme professeur au petit séminaire. Il remplissait également la charge de vicaire et était accompagné d'un petit domestique nommé Armand qui portait sur la tête un minuscule panier à provision.

« L'abbé Maondé a été au cours de sa carrière un intrépide semeur. On ne compte pas les villages qu'il a visités, les autochtones qu'il a catéchisés, les malades qu'il a soignés et consolés. Sur le registre des baptêmes, on relève près de 1 500 inscriptions portant sa signature, soit 1 500 congolais baptisés de sa propre main. À lui seul il entendait en confession les trois quarts des chrétiens de Mayoumba. Et ces succès - car c'en était - n'étaient dus qu'à sa piété, son zèle, son inlassable persévérance. »

— Témoignages du Père Paul Frankoual, 
Mgr Carrie ordonne deux autres prêtres latinistes le 18 décembre 1898. Il s'agit de Jean-Baptiste Massensa et Charles Kambo, nés à la même époque, entre 1865 et 1866. Ils faisaient partie d'un groupe de neuf enfants rachetés comme esclaves, arrivés à Lândana en 1876 et originaires de la même région qui s'étend de Noki à San-Salvador, en aval de l'actuel port de Matadi.
Atteints de la maladie du sommeil, tous deux moururent prématurément, la même année : l'abbé Massensa, à Mayoumba, le 22 avril 1902; l'abbé Kambo, à Loango, le 2 juillet 1902.

### MgrJean Derouet (1866-1914)

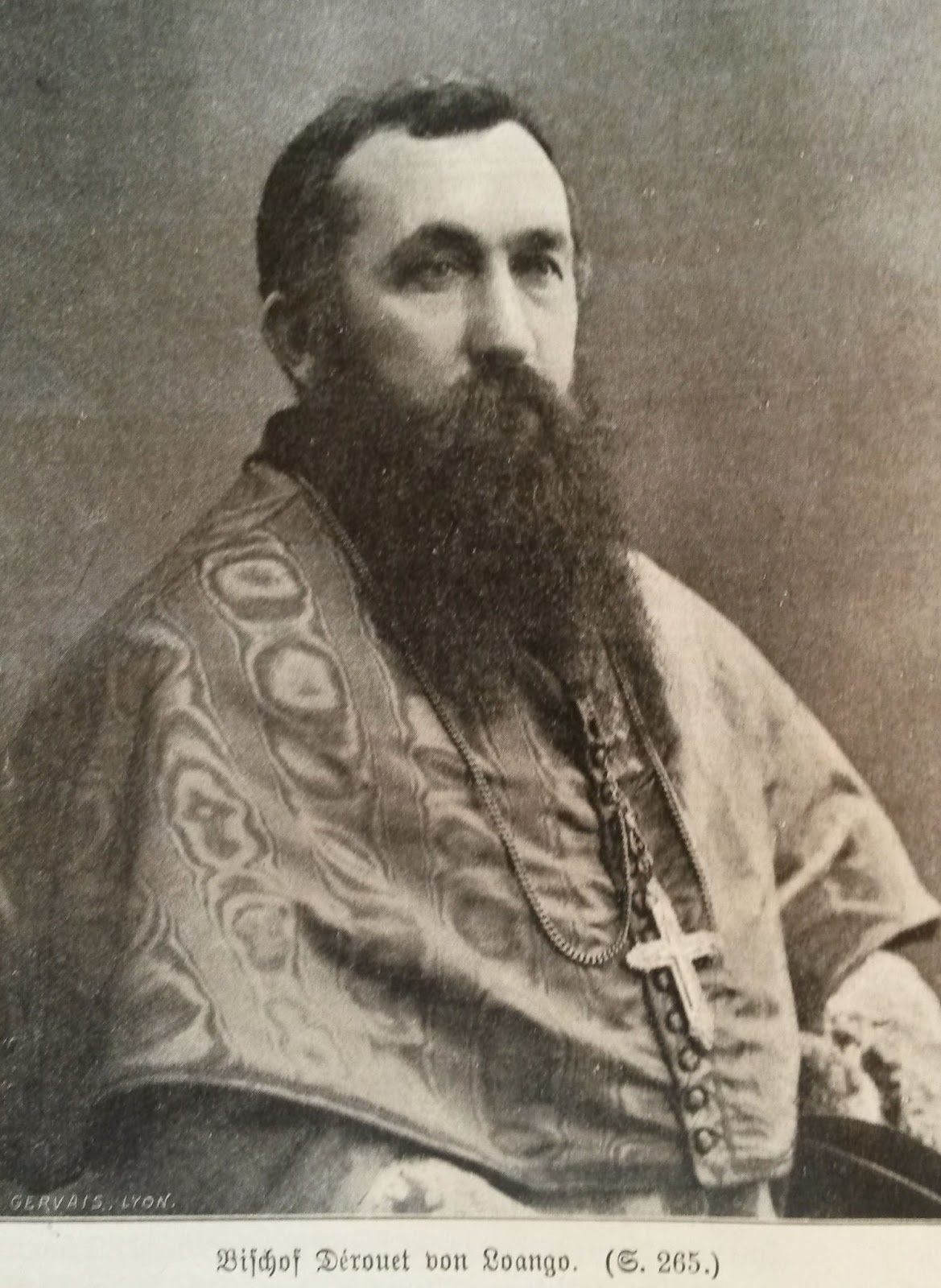
Jean Louis Joseph Derouet

Il faudra attendre deux ans plus tard pour que le père Jean Derouet, pro-vicaire de Mgr Carrie lui succède.
Le 2 janvier 1907, il est nommé évêque titulaire (in partibus) de Camachus (de) et vicaire apostolique pour le Bas-Congo français, devenu plus tard Vicariat apostolique de Loango. Il est consacré le 3 février 1907 par Alexandre-Louis-Victor-Aimé Le Roy, évêque titulaire d'Alinda (de) dans la chapelle du saint-Esprit à Chevilly-Larue.

### MgrLéon Girod (1871-1919)
Le père Léon Girod après avoir passé 18 ans comme missionnaire au Gabon. et à la suite de la mort inattendue de Mgr Dérouet le 4 mars 1914, reçoit le 13 janvier 1915 une lettre lui annonçant sa nomination comme vicaire apostolique du Loango. Le sacre a lieu dans la cathédrale Sainte-Marie de Libreville par Mgr Louis Jean Martrou.
Il meurt prématurément le 13 décembre 1919 à la mission de Mayumba.

### MgrHenri Friteau (1884-1956)

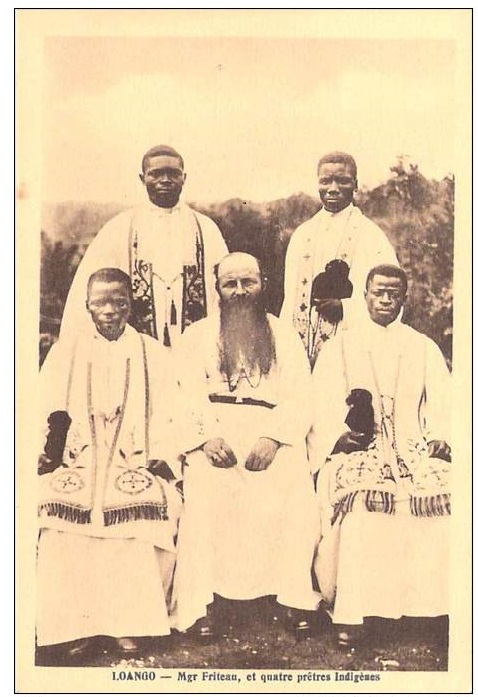
Abbé Gabriel Nghimbi, le Vicaire Apostolique de Loango (Afrique Equatoriale) Mgr Friteau, abbé Benjamin Nsessé, abbé René Niambi et abbé Hyacinthe Mbadinga, lors de l'ordination du 23/04/1924 à Mayumba

Le Père Friteau est alors nommé administrateur apostolique. Il devient vicaire apostolique le 17 mars 1922 et le sacre a lieu à Loango même, dans la cathédrale en planches, le 6 août de la même année.
Mgr Henri Friteau à un moment, a voulu refuser cette charge au regard de la mauvaise situation financière et spirituelle du vicariat. En effet, de toutes les missions confiées à la congrégation, Loango serait la plus pauvre et la plus déshéritée.
Le premier soin du vicaire apostolique, après son sacre, fut de partir à Mayumba, ordonner quatre prêtres africains. En effet, les abbés René Niambi (1894-1969), Benjamin Nsesse (1887-1961), Gabriel Nghimbi (1893-1958) et Hyacinthe Mbadinga (1895-1948) seront ordonnés prêtres le 23 mars 1924. Le 22 avril 1934, a lieu l'ordination sacerdotale de l'abbé Sylvestre Douta (1896-1979) et le 20 mars 1939, celle de l'abbé Denys Moussavou (1905-1995),.
Au cours de ses 24 ans à la tête du vicariat apostolique de Loango, Mgr Friteau fonda les missions de Mouyondzi, Pointe-Noire, Pounga et Mossendjo.
Le 1er mai 1947, Mgr Friteau quitte Loango avant de féter ses 25 ans d'épiscopat. Épiscopat fructueux, car, sous sa direction, le nombre des chrétiens est passé de 7000 à 52000 et le nombre des stations avaient plus que doublé.
Il se retire ensuite à l'abbaye Notre-Dame de Langonnet, et il y meurt le 17 mai 1956.

### Abbé Denys Moussavou (1905-1997)
Denys Moussavou, ordonné le 20 mars 1939 par Mgr Henri Friteau fait partie des cinq premiers prêtres congolais formés au grand séminaire Saint-Jean de Libreville, dès sa création le 2 octobre 1931. En plus du philosophe Denys Moussavou, on trouve aussi l'abbé Sylvestre Douta (1896, Sette Cama-29 octobre 1979, Libreville), théologien, ordonné en 1934, tous deux originaires de Loango. Les trois philosophes en provenance de Brazzaville sont les abbés Eugène Nkakou (1910 - 1942), Auguste Nkounkou (1909 - 1982) et Basile Okemba.
Il fait également partie des huit premiers prêtres issus du clergé local du vicariat apostolique de Loango :
- l'abbé Raymond Mboko (1880, Sette Cama-13 novembre 1964), ordonné le 12 janvier 1913 dans la modeste cathédrale de Loango (construite en 1885, détruite vers 1980)[24],[32]
- l'abbé Henri Tchibassa (1876, Diosso - 21 août 1941, Pointe-Noire), ordonné prêtre le 2 avril 1917 et ayant connu Mgr Friteau[27] et décédé à 65 ans des suites d'une infection au tétanos
- l'abbé Stanislas Kalla (1881-Sette Cama-13 novembre 1964), ordonné le 2 avril 1917
- l'abbé René Niambi (1894, Loubou-6 mai 1969), ordonné le 23 mars 1924 à Mayumba par Mgr Henri Friteau.
- l'abbé Gabriel Nguimbi (1893, Maneka (Nyanga)- ?), ordonné le 23 mars 1924
- l'abbé Benjamin Nsesse (1897, Ntoumpou (Tchissanga) dans le Kouilou- ?), ordonné le 23 mars 1924
- l'abbé Sylvestre Douta, ordonné le 20 avril 1934 à Loango
- l'abbé Anselme Massouémé (1910, Nombo (Niari)-15 février 1963, Brazzaville) ordonné le 18 août 1943.

Pasteur opiniâtre et fidèle, il a fait construire des cases-chapelles dans plus de 20 villages.
À l'occasion de son jubilé d'or en 1989, il reçoit de Jean-Paul II, la distinction honorifique de prélat.
Lors de la guerre civile du Congo-Brazzaville en 1997, il meurt dans son presbytère de Dolisie, sous le feu des balles et des obus

### MgrJean-Baptiste Fauret (1902-1984)

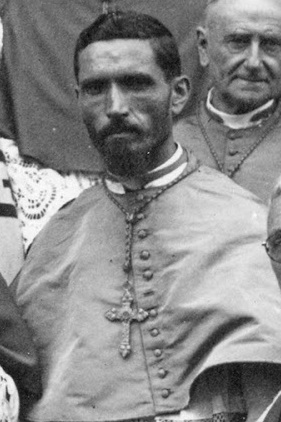
Jean-Baptiste Fauret

C'est le Gabon qui a façonné le Père Jean-Baptiste Fauret à la vie missionnaire. Il y a assuré des responsabilités très diverses, en explorant le pays profond, dont il a fait plusieurs fois le tour à pied et en pirogue. Il parlait couramment le Fang et le Mpongwé. Il est nommé vicaire apostolique de Loango, avec le titre d'évêque in partibus d'Araxa, le 13 février 1947 et est consacré le 29 mai suivant dans la Basilique Notre-Dame-du-Rosaire de Lourdes par Mgr Pierre-Marie Théas, évêque de Tarbes et Lourdes.
Arrivé au Congo, il reste peu de temps à Loango. Très vite, il fait de Pointe-Noire, alors en pleine expansion, le siège du nouvel évêché.
Évêque de Pointe-Noire lors de la création du diocèse, le 14 septembre 1955, et intronisé dans sa cathédrale Notre-Dame de l'Assomption le 6 avril 1956 il fut père du concile Vatican II pour ses quatre sessions de 1962 à 1965. Il démissionna le 5 juin 1975 en passant le témoin au clergé diocésain local en la personne de Godefroy-Emile Mpwati, et se retira au Séminaire des Missions, à Chevilly-Larue (Val-de-Marne).

## Situation géographique
Historiquement, la côte de Loango fait référence aux 600 km de la zone côtière s'étirant du Cap Lopez ou Cap Cathérine au Gabon au nord, jusqu'au port de Luanda en Angola au sud. Mais le vicariat apostolique de Loango occupait une superficie d'environ 100 000 km2, à mettre en parallèle avec les 342 000 km2 de la république du Congo. Il était composé avec plusieurs changements des territoires suivants :
- Région du Kouilou : Districts de Pointe-Noire, Madingo-Kayes et Mvouti.
- Région du Niari : Districts de Dolisie, Kimongo, Kibangou, Loudima, Divénié, Mossendjo
- Région de la Lékoumou : Districts de Sibiti, Komono, Zanaga (après 1955)
- Région de la Bouenza : Districts de Mouyondzi, Madingou, Nkayi, Loutété
- Dans le territoire gabonais : Districts de Mayumba et de Tchibanga, en plus du poste administratif dde Setté Cama

Le district de Zanaga bien qu'au Congo, dépendait du Vicariat apostolique de Libreville. En 1955, Mayumba et Mourindi réintègrent les diocèses du Gabon; la mission de Zanaga retournant dans le diocèse de Pointe-Noire.

## Ordinaires
Depuis sa création comme vicariat apostolique, voici la liste des différents ordinaires qui ont œuvré dans l’actuel diocèse de Pointe-Noire :

### Vicaires apostoliques
1. Monseigneur Antoine-Marie-Hippolyte Carrie, CSSp. († 1886-1904)
2. Monseigneur Jean Louis Joseph Derouet, CSSp. († 1907-1914)
3. Monseigneur Léon Girod, CSSp. († 1915-1919)
4. Monseigneur Henri Friteau, CSSp. († 1922-1946)
5. Monseigneur Jean-Baptiste Fauret, CSSp. († 1947-1955)

### Évêques
- Monseigneur Jean-Baptiste Fauret, CSSp. († 1955-1975)
- Monseigneur Godefroy Émile Mpwati († 1975-1986) (1er évêque congolais de Pointe-Noire)
  - Monseigneur Ernest Kombo, SJ. † (Évêque de Nkayi, administrateur apostolique de Pointe-Noire) (1986-1988)
- Monseigneur Georges-Firmin Singha († 1988-1994)
  - Monseigneur Bernard Nsayi † (Évêque de Nkayi, administrateur Apostolique de Pointe-Noire) (1994-1995)
- Monseigneur Jean-Claude Makaya Loembe (Evêque de pointe-Noire) (1995-2011).
  - RP. Miguel Angel Olaverri Arroniz, sdb. (Administrateur apostolique de Pointe-Noire) (2011-2013)
- Monseigneur Miguel Angel Olaverri Arroniz[34], sdb. (Evêque de Pointe-Noire) (2013 - ).

## Galerie

Habitations et hommes - Loango d'autrefois
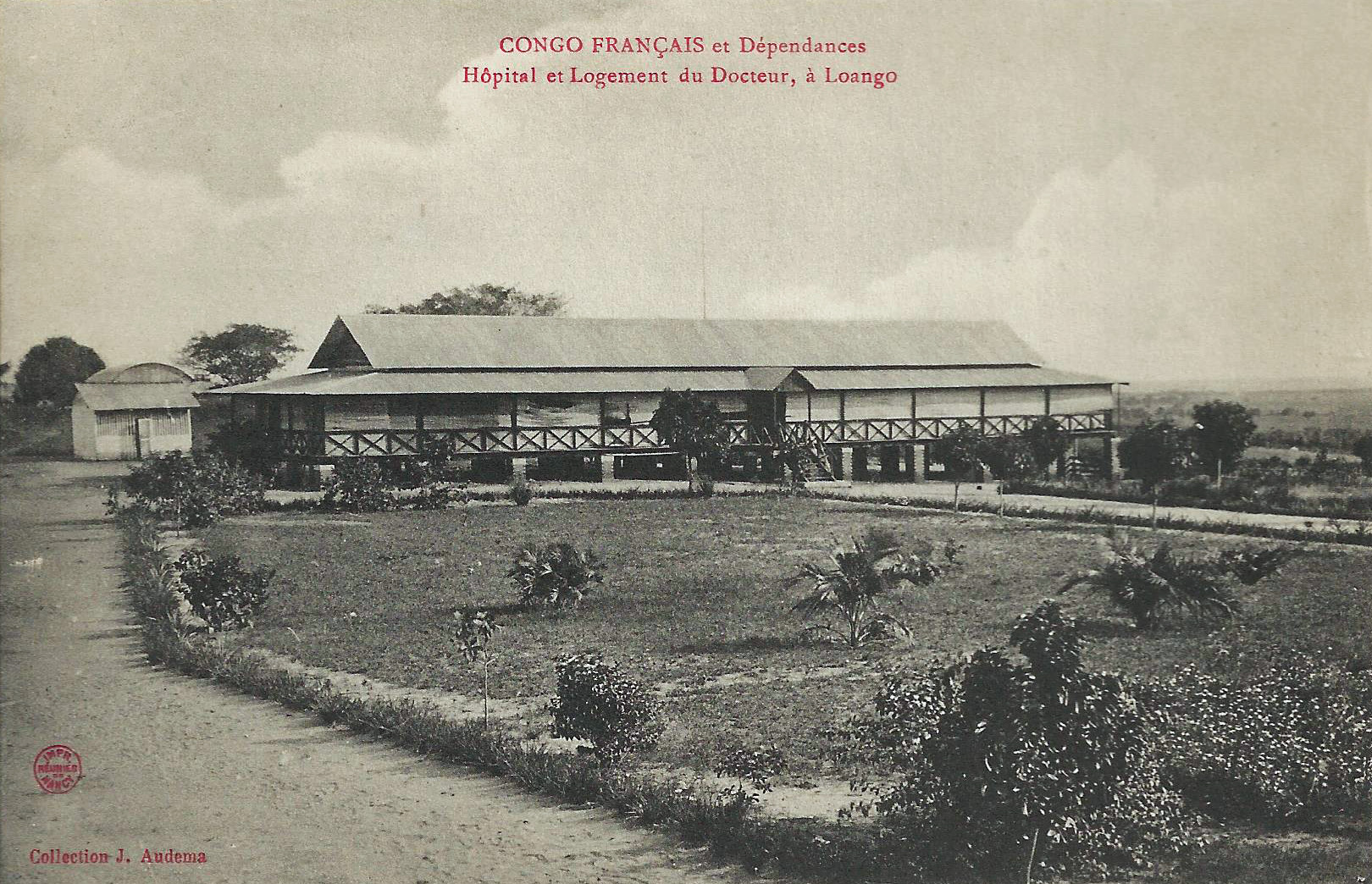
Hôpital et logement du docteur à Loango (Congo Français et Dépendances) - Vers 1896-1910.
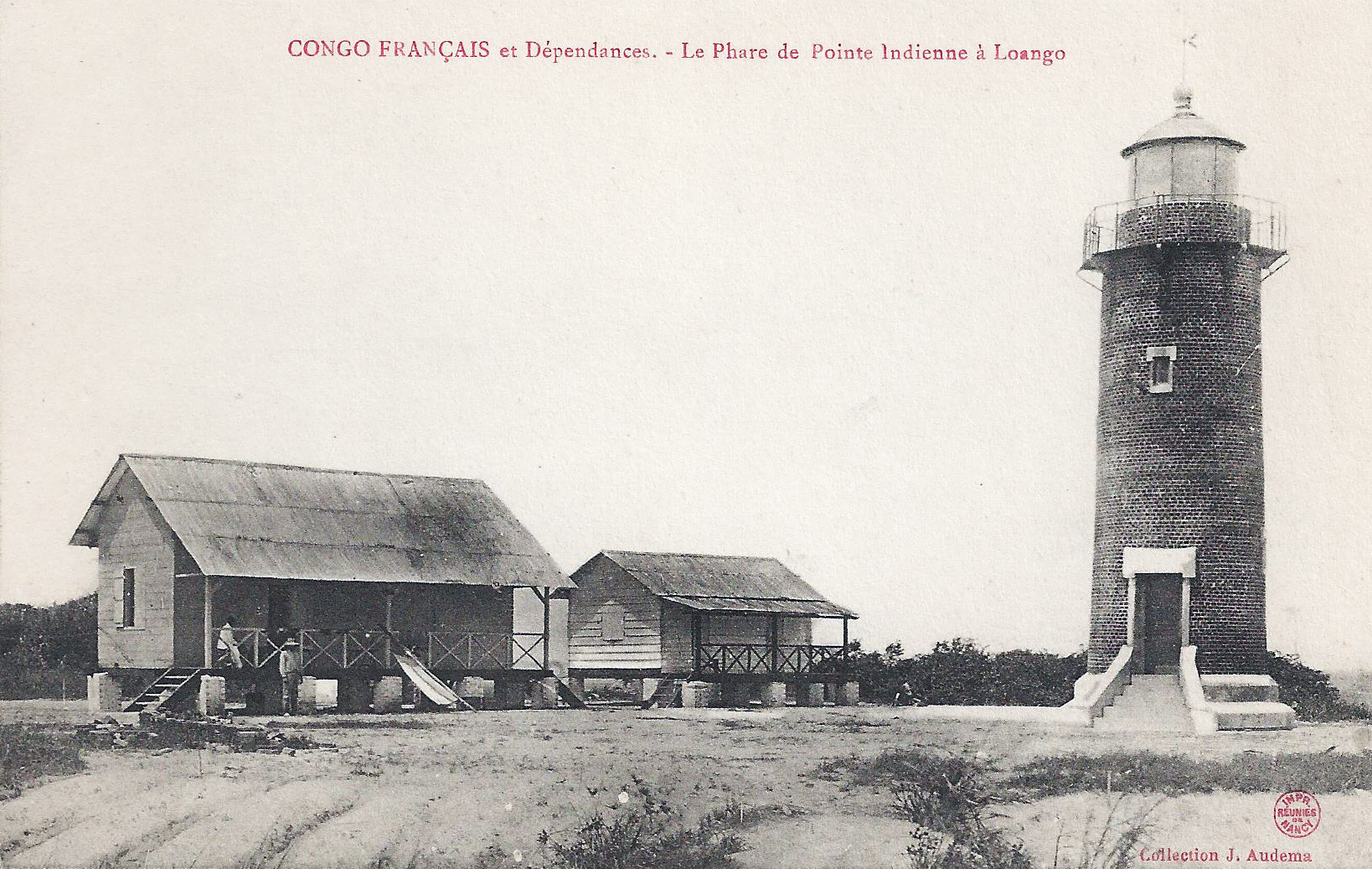
Le phare de la Pointe Indienne à Loango - Vers 1900.
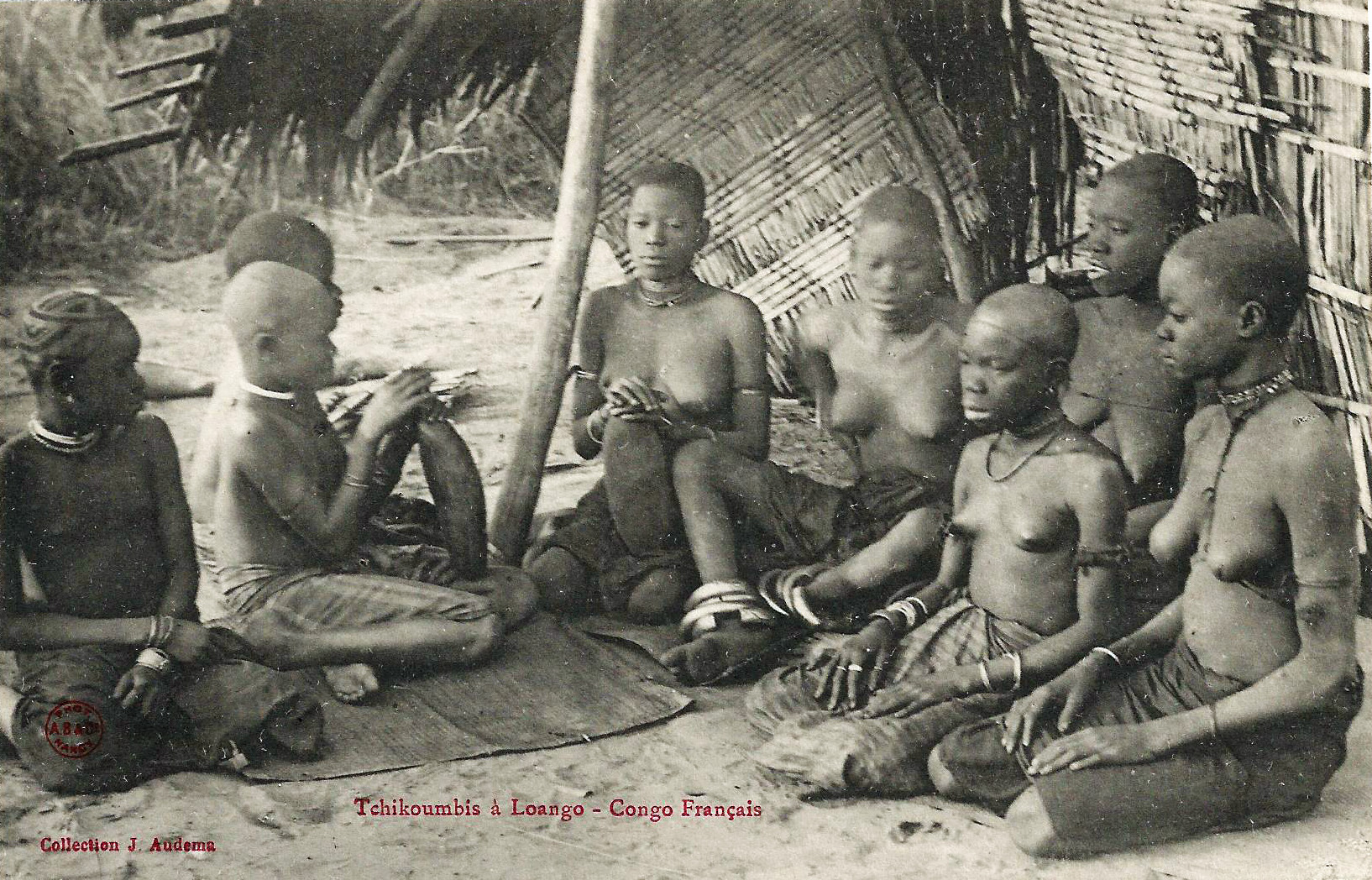
Tchikoumbis à Loango-Congo Français.
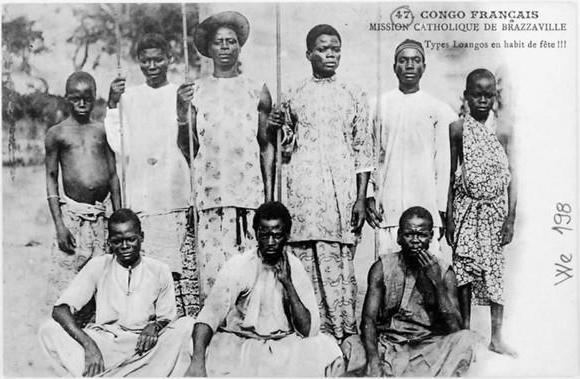
Type Loango en habits de fêtes.
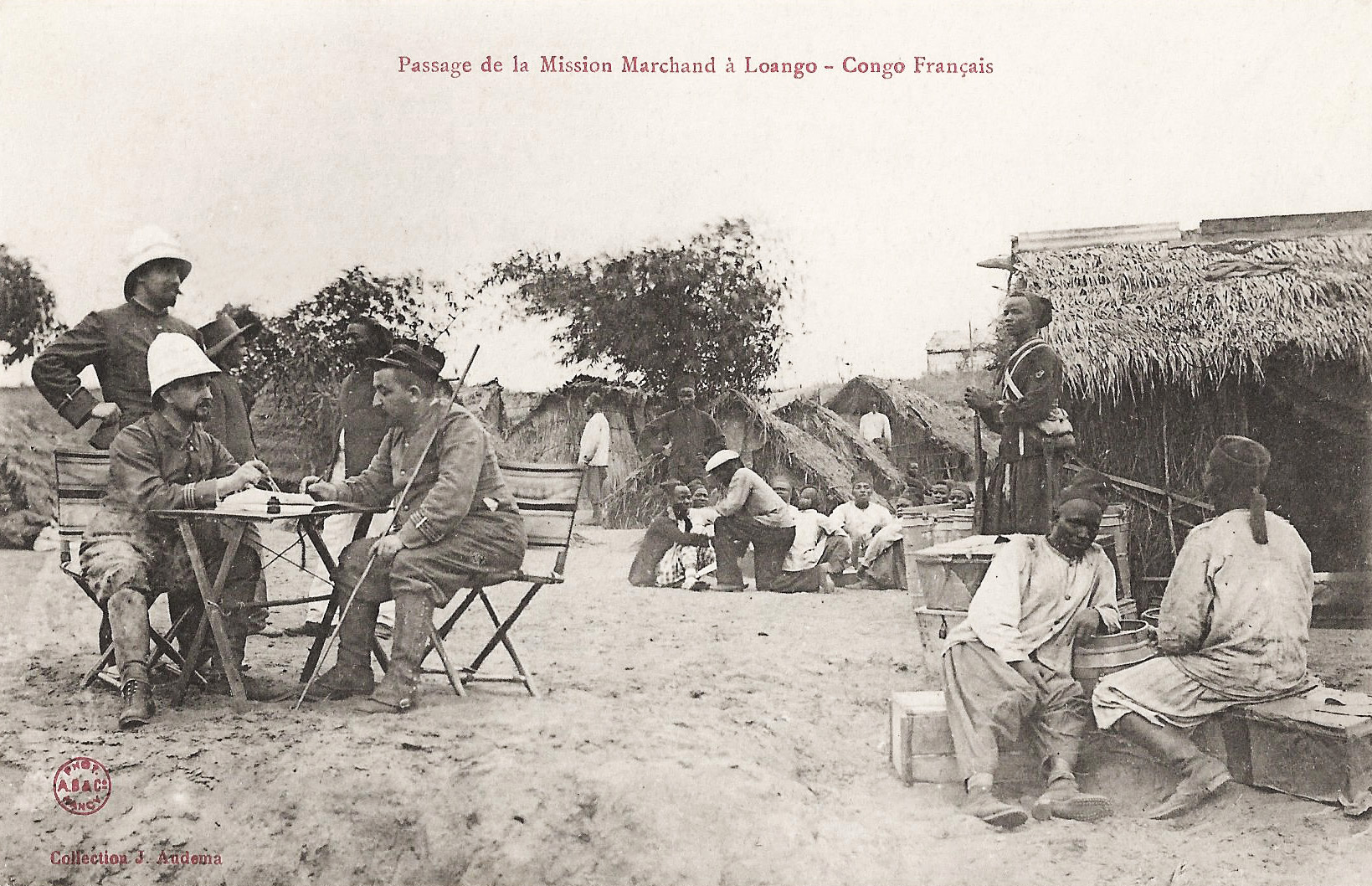
Passage de la Mission Marchand à Loango (Congo Français).
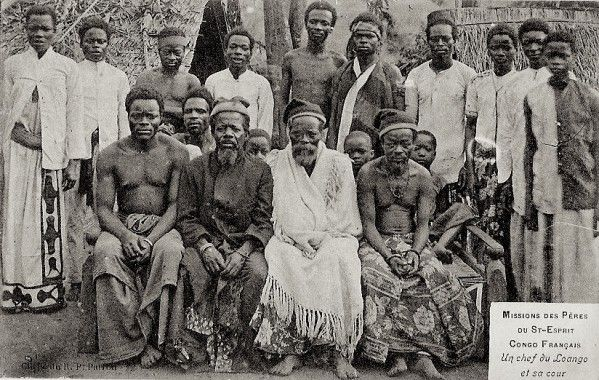
Un chef de Loango et sa cour.
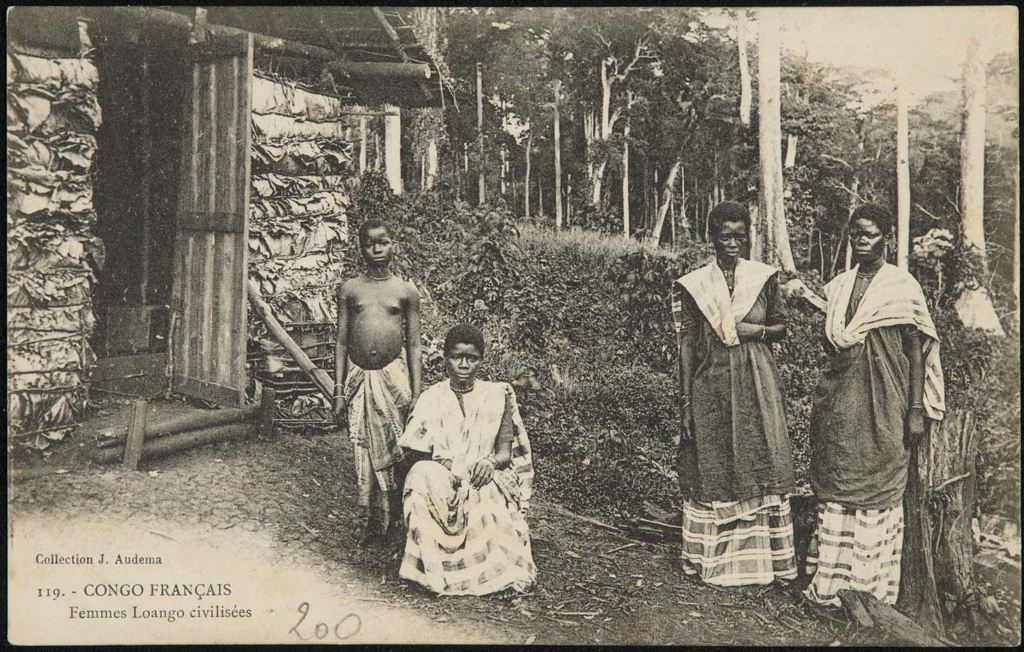
Congo français. Femmes Loango civilisées (vers 1905).

Loango - La mission catholique en 1910
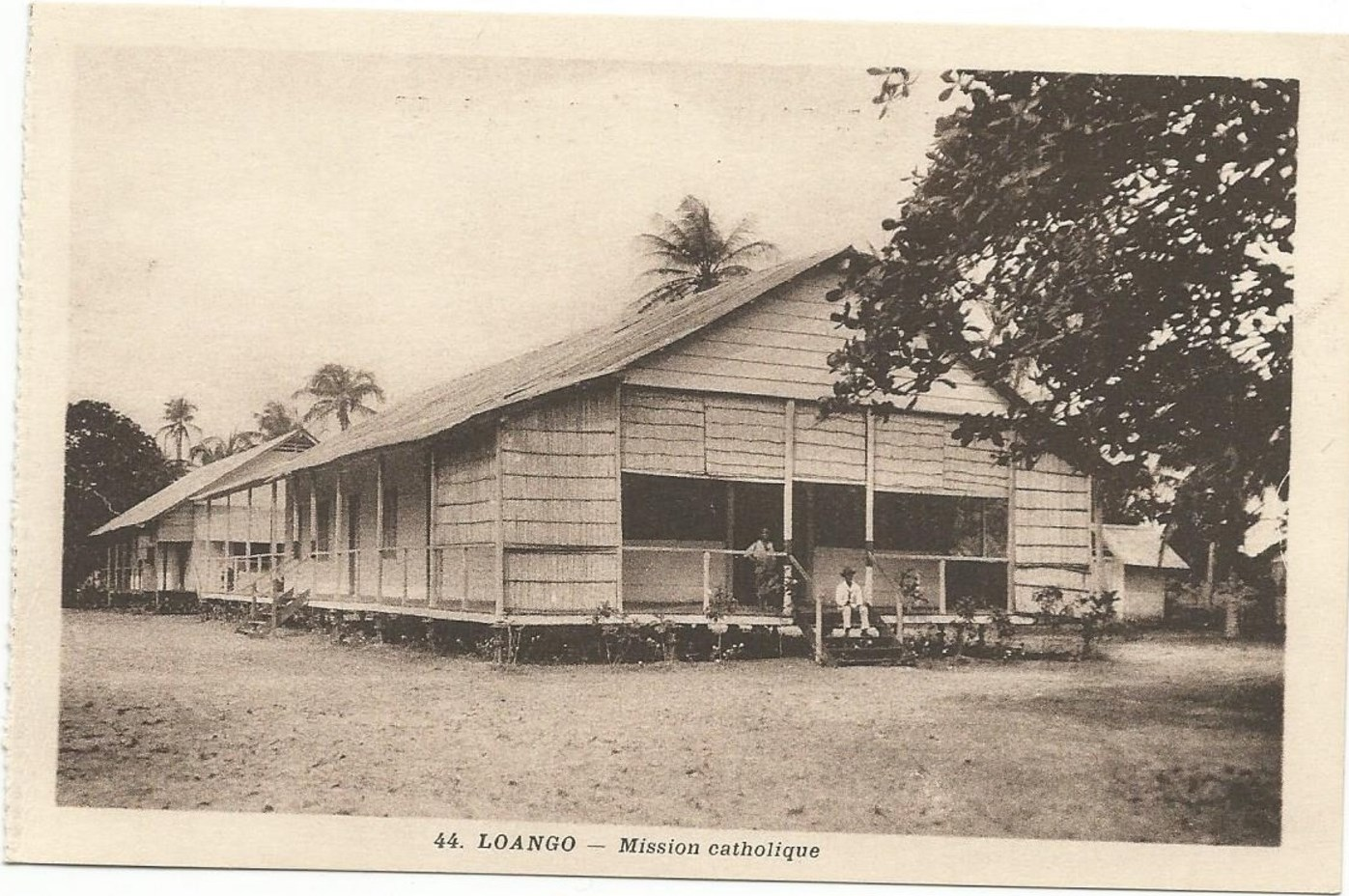
Mission catholique de Loango.
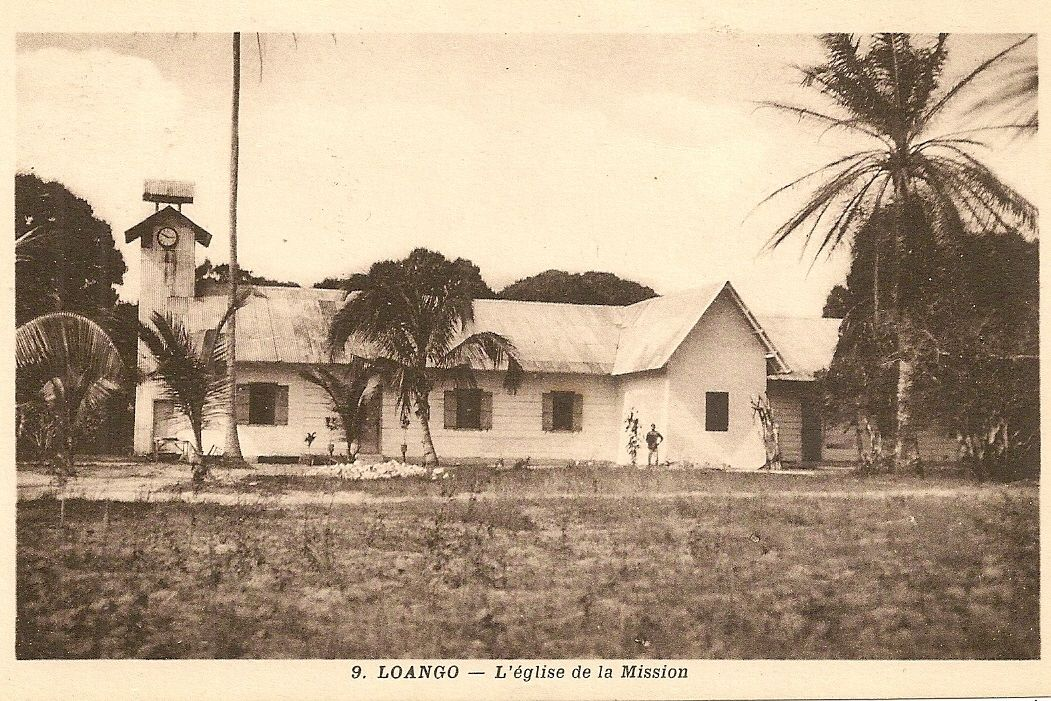
Loango - L'église de la mission.
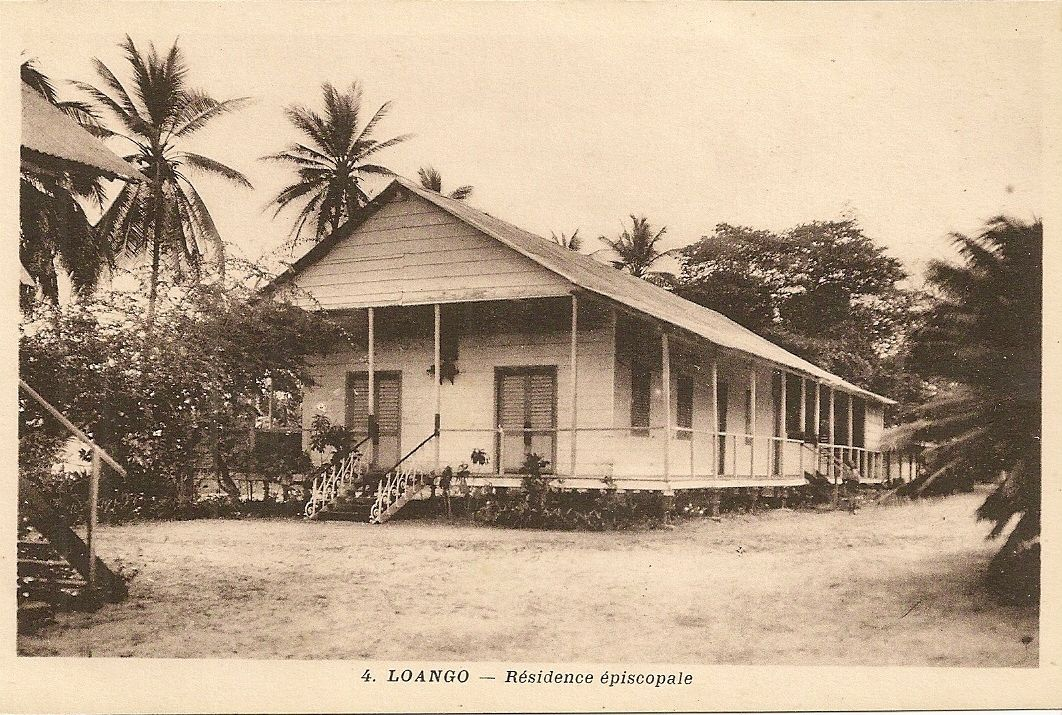
Mission catholique de Loango - Résidence épiscoplae.
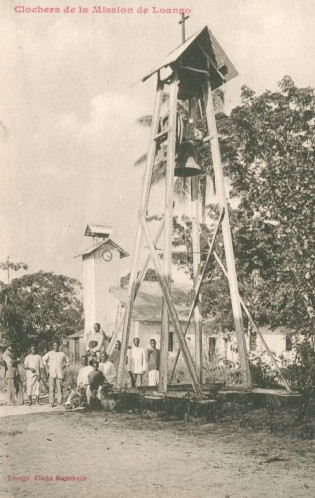
Mission de Loango - Clochers.
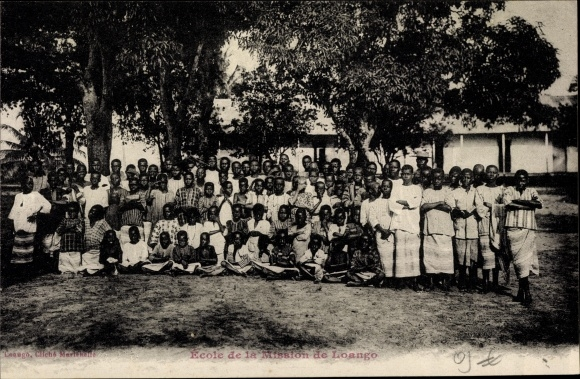
Mission catholique de Loango - Ecole de la mission Loango.
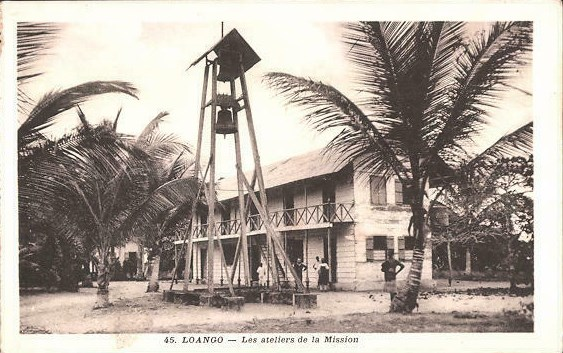
Mission catholique de Loango - Les ateliers.
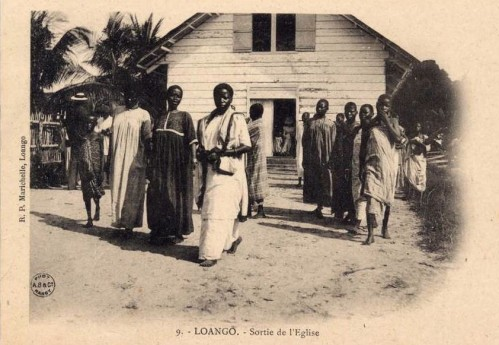
Mission catholique de Loango - Sortie d'église en 1910.